# Marcello Mastroianni, je me souviens
Pour plus de détails, voir Fiche technique et Distribution.
Marcello Mastroianni, je me souviens (Marcello Mastroianni - Mi ricordo, sì, io mi ricordo) est un film documentaire biographique sur Marcello Mastroianni sorti en 1997. Il est réalisé par Anna Maria Tatò, qui était sa compagne dans la vie.
Ce film de « confessions » de l'acteur a été tourné en juillet 1996 au Portugal pendant le tournage de Voyage au début du monde de Manoel de Oliveira, le dernier film dans lequel Mastroianni a joué. 

## Fiche technique
- Titre français : Marcello Mastroianni, je me souviens[1]
- Titre original italien : Marcello Mastroianni - Mi ricordo, sì, io mi ricordo[2]
- Réalisateur : Anna Maria Tatò
- Scénario : Anna Maria Tatò
- Photographie : Giuseppe Rotunno
- Montage : Anna Maria Tatò
- Musique : Armando Trovajoli
- Maquillage : Dante Trani
- Production : Mario Di Biase
- Sociétés de production : Mikado Film, Istituto Luce
- Pays de production :  Italie
- Langue originale : italien
- Format : Noir et blanc et couleur - Son Dolby Surround - 35 mm
- Durée : 198 minutes (3 h 18)
- Genre : Documentaire biographique
- Dates de sortie :
  - France : mai 1997 (Festival de Cannes 1997) ; 10 septembre 1997 (sortie nationale)
  - Italie : 29 août 1997 (Mostra de Venise 1997) ; 12 septembre 2006

## Distribution
- Marcello Mastroianni : lui-même
- Renato Berta : lui-même
- Manoel de Oliveira : lui-même
- Diogo Dória : lui-même
- Leonor Silveira : elle-même

## Exploitation
Le film a été présenté dans la section Un certain regard au Festival de Cannes 1997, malgré les efforts de Chiara Mastroianni, Flora Carabella et Catherine Deneuve de tenter d'empêcher sa projection.